# ザグレブ証券取引所
ザグレブ証券取引所（ザグレブしょうけんとりひきじょ、クロアチア語: Zagrebačka burza、英語: Zagreb Stock Exchange、ZSE）は、クロアチアの首都ザグレブで運営されている証券取引所。取引対象には、クロアチア企業の株式のほかに、債券、商業手形などがある。
ザグレブ証券取引所は1991年に設立された。同証券取引所は2007年3月にヴァラジュディン証券取引所を合併し、クロアチア首都圏の証券取引市場を単独で形成するようになり、その株式資本や取引量によって同地域の指導的立場にある。2008年4月11日の時点で、ザグレブ証券取引所は376社の銘柄を抱えており、その時価総額は3029億クーナ（約6兆9510億円）である。
立会外取引の時間帯は午前9時から午前10時まで、通常取引の時間帯は午前10時から午後4時までであり、土日あるいは同証券取引所が事前に宣言した休日を除いて、毎日営業している。
ザグレブ証券取引所は、以下の指数を公表している。
- CROBEX - 株式
- CROBIS - 債券